# Harry Potter 20 aniversario: regreso a Hogwarts
Harry Potter 20.º Aniversario: Regreso a Hogwarts es un especial de televisión donde se da lugar el reencuentro del elenco de la saga Harry Potter, se estrenó en HBO Max el 1 de enero de 2022 y marca el 20.º aniversario del estreno de la primera entrega de la serie Harry Potter y la piedra filosofal (2001). Está producida por Warner Bros. Unscripted Television en asociación con Warner Horizon y producida ejecutivamente por Casey Patterson.
Daniel Radcliffe, Rupert Grint y Emma Watson aparecen en el especial, con los miembros supervivientes del reparto principal Helena Bonham Carter, Robbie Coltrane, Ralph Fiennes, Jason Isaacs, Gary Oldman, Tom Felton, James Phelps, Oliver Phelps, Mark Williams, Bonnie Wright, Alfred Enoch, Ian Hart, Toby Jones, Matthew Lewis, Evanna Lynch, el productor David Heyman, y los cineastas Chris Columbus, Alfonso Cuarón, Mike Newell, y David Yates.

## Elenco
- Daniel Radcliffe[1]
- Rupert Grint[1]
- Emma Watson[1]
- Helena Bonham Carter[1]
- Robbie Coltrane[1]
- Alfred Enoch[1]
- Tom Felton[1]
- Ralph Fiennes[1]
- Ian Hart[1]
- Jason Isaacs[1]
- Toby Jones[1]
- Matthew Lewis[1]
- Evanna Lynch[1]
- Gary Oldman[1]
- James Phelps[1]
- Oliver Phelps[1]
- Mark Williams[1]
- Bonnie Wright[1]
- David Heyman[1]
- Chris Columbus[1]
- Alfonso Cuarón[1]
- Mike Newell[1]
- David Yates[1]
- J. K. Rowling (material de archivo)[2]
- Stephen Fry (narrador)[1]

El reencuentro muestra clips y rinde homenaje a los miembros del reparto que ya han fallecido, como Helen McCrory, Alan Rickman, John Hurt, Richard Griffiths y Richard Harris.

## Producción

### Desarrollo
En noviembre de 2021, Warner Bros. anunció Harry Potter 20 aniversario: Regreso a Hogwarts, un especial retrospectivo con el reparto y los realizadores de la saga Harry Potter para celebrar el 20.º aniversario del estreno de la primera entrega de la serie, Harry Potter y la piedra filosofal (2001). El especial está producido por Warner Bros. Unscripted Television en asociación con Warner Horizon y con la producción ejecutiva de Casey Patterson.

#### Exclusión de J. K. Rowling
J. K. Rowling, la autora de la serie original de libros de Harry Potter, que tuvo un papel importante en la producción de la película, está prácticamente ausente del especial. Aparece durante menos de treinta segundos en las imágenes de archivo y es mencionada por algunos de los entrevistados en el especial, pero en ningún anuncio del especial aparecen imágenes de ella. Los críticos especularon que esto se debía a sus opiniones sobre cuestiones transgénero y, según Ed Power de The Daily Telegraph al consiguiente «reproche público de las estrellas de la serie». Sin embargo, Entertainment Weekly informó de que Rowling había sido invitada a aparecer pero consideraba que las imágenes de archivo eran suficientes, y «fuentes cercanas a la situación» negaron que la decisión de la autora estuviera relacionada con la polémica en torno a sus comentarios sobre las personas transgénero.

### Filmación
El especial se filmó en Warner Bros. Studio Tour London – The Making of Harry Potter en Leavesden Hertfordshire, Inglaterra.

### Correcciones
En la versión inicial, una imagen de la infancia de Emma Roberts tomada de Google Images se presentó por error como una imagen de una joven Watson, y Oliver y James Phelps están mal etiquetados como el otro. El 3 de enero, estos errores habían sido corregidos en una nueva versión.

## Lanzamiento
Regreso a Hogwarts se estrenó en HBO Max el 1 de enero de 2022. El especial también se emitirá en TBS y Cartoon Network más adelante en 2022, antes del estreno de Fantastic Beasts: The Secrets of Dumbledore.
| Región                                           | Broadcaster(s)                                | Ref(s)        |
| ------------------------------------------------ | --------------------------------------------- | ------------- |
| Asia (países selectos)                           | HBO Go                                        | [ 9 ]         |
| Australia                                        | Binge                                         | [ 10 ]        |
| Bélgica                                          | Streamz (Flanders) Tipik and Auvio (Wallonia) | [ 11 ] [ 12 ] |
| Bulgaria                                         | Max                                           | [ 13 ]        |
| Canadá                                           | Crave                                         | [ 14 ]        |
| Europa Central Europa del Este (países selectos) | HBO Go                                        |               |
| Francia                                          | Salto                                         | [ 15 ]        |
| Alemania                                         | Sky                                           | [ 16 ]        |
| India                                            | Prime Video                                   | [ 17 ]        |
| Vietnam                                          | FPT Telecom                                   | [ 18 ]        |
| Irlanda                                          | Sky and Now                                   | [ 19 ]        |
| Italia                                           | Sky                                           |               |
| Latinoamérica y el Caribe                        | HBO Max                                       | [ 20 ]        |
| Nueva Zelanda                                    | TVNZ 2 and TVNZ OnDemand                      | [ 21 ]        |
| Oriente Medio (Países selectos)                  | OSN                                           | [ 22 ]        |
| Países nórdicos                                  | HBO Max                                       |               |
| Rusia                                            | Amediateka                                    |               |
| España                                           | HBO Max                                       |               |
| Suiza                                            | Sky                                           | [ 23 ]        |
| Portugal                                         | HBO Go                                        |               |
| Reino Unido                                      | Sky and Now                                   | [ 24 ]        |
| Estados Unidos                                   | HBO Max                                       | [ 4 ]         |

## Recepción
En el sitio web Rotten Tomatoes, el especial tiene un 93% de aprobación con una calificación media de 7,5/10, basada en 27 críticas. El consenso de la crítica del sitio dice: «Cariñoso y revelador, Regreso a Hogwarts ofrece una visión íntima de cómo la realización de la franquicia de Harry Potter proporcionó su propio tipo de magia especial para los involucrados». Metacritic, que utiliza una media ponderada, le asignó una puntuación de 65 sobre 100 basada en 11 críticas, lo que indica «críticas generalmente favorables».